# Rosette (Schauspielerin)

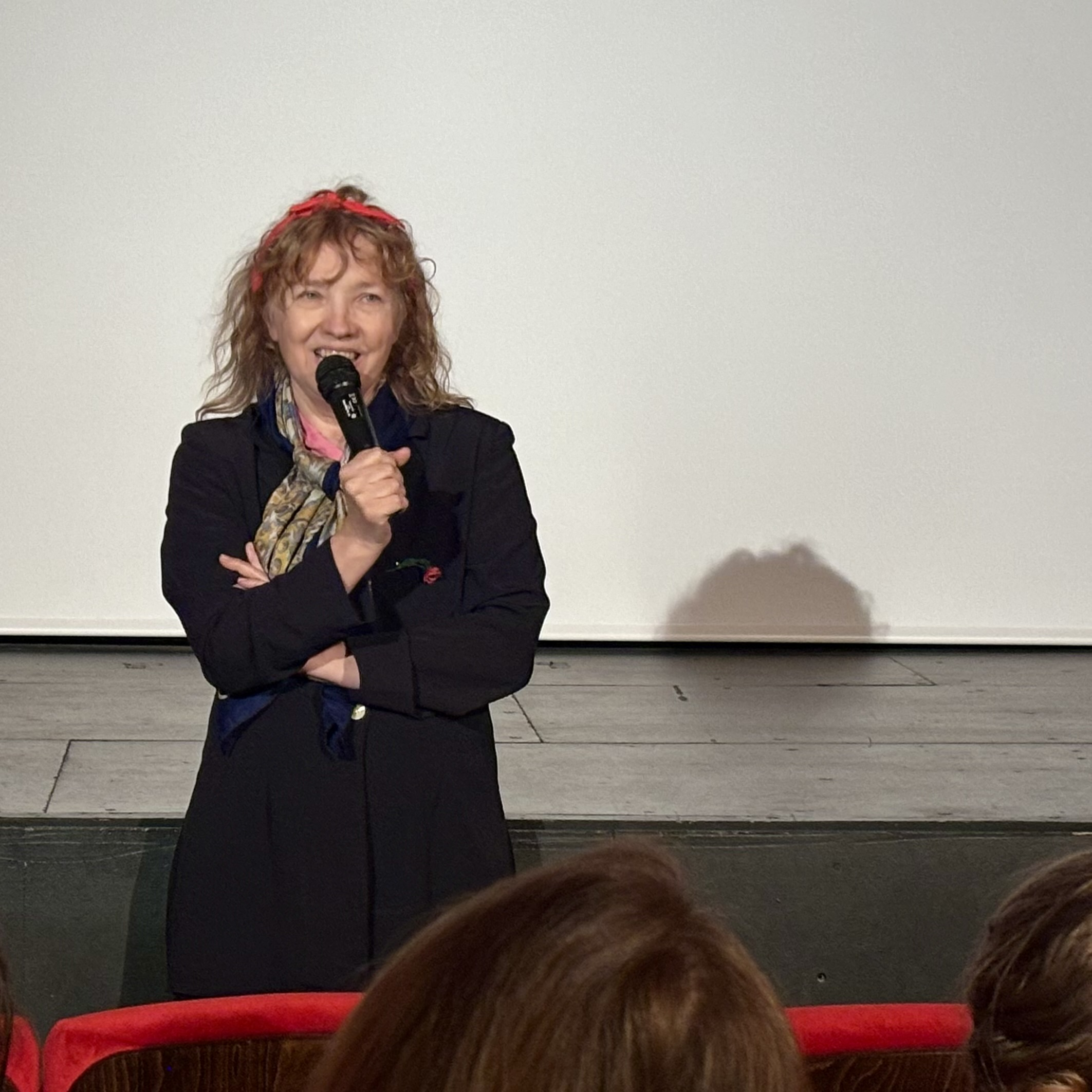
Rosette 2024

Rosette (* 6. September 1959 in Cherbourg als Françoise Quéré) ist eine französische Schauspielerin, Filmemacherin und Autorin. Sie ist unter anderem bekannt für ihre langjährige Zusammenarbeit mit dem Regisseur Éric Rohmer.

## Leben
Ende der Siebziger zog Françoise Quéré nach Paris, mit dem Ziel, Schauspielerin zu werden. Sie arbeitete damals auf den Straßen der Stadt als Rosenverkäuferin und nahm Schauspielunterricht. Im Herbst 1978 traf sie erstmals auf Rohmer und übernahm darauf die Rolle der Rosalie in seiner Inszenierung des Käthchens von Heilbronn. Filmrollen aus jener Zeit beinhalteten unter anderem kleine Auftritte in Walerian Borowczyks Unmoralische Engel und Collections privées sowie in Jean-Claude Brisseaus Das Leben wie es ist, zudem in Rohmers Die Frau des Fliegers (1981) und Pauline am Strand (1982). Beginnend 1983 entwickelte sie mehrere Kurzfilme mit sich selbst als Hauptfigur, die sie mit Éric Rohmer an der Kamera umsetzte und an denen Schauspieler wie Arielle Dombasle, François-Marie Banier, Marie Rivière, Pascale Ogier und Pascal Greggory mitwirkten. Weitere Rollen in Rohmer-Filmen hatte sie in Das grüne Leuchten (1986), Wintermärchen (1992), Die Lady und der Herzog (2001) sowie Astrée und Céladon (2006). Zudem sang sie 1986 das Lied Bois ton café, il va être froid, das auf Vinyl erschien und von Rohmer als Musikvideo umgesetzt wurde, mit Greggory als weiterem Darsteller.
Mit Gianfranco Mingozzis Zärtliche Versuchung wirkte Rosette 1986 an einem Softporno mit. Im 1987 erschienenen Drama Wo du auch bist spielte sie an der Seite von Elsa Lunghini. 2015 spielte sie im Historienfilm Tagebuch einer Kammerzofe die Rolle der Rose. Insgesamt wirkte sie an 80 Kino- und Fernsehproduktionen als Schauspielerin mit.

### Autorin
2008 wurde ihr teilweise autobiographischer Roman Le Grand méchant père veröffentlicht, 2015 folgte Pas farouche. Im 2024 erschienenen Buch Éric (L’ami Rohmer) beschreibt sie ihre Beziehung zu Éric Rohmer.

## Filmografie (Auswahl)
- 1979: Käthchen von Heilbronn
- 1979: Unmoralische Engel
- 1981: Die Frau des Fliegers
- 1983: Pauline am Strand
- 1983: Rosette sort le soir (auch Regie)
- 1983: Rosette par Rosette (auch Regie)
- 1984: Rosette prend sa douche (auch Regie)
- 1984: Rosette vend des roses (auch Regie)
- 1986: Das grüne Leuchten
- 1986: Zärtliche Versuchung
- 1987: Die Bestie
- 1987: Wo du auch bist
- 1987: Die Superohren
- 1987: Der tote Baum
- 1987: Rosette cherche une chambre (auch Regie)
- 1988: Rosette vole les voleurs (auch Regie)
- 1992: Wintermärchen
- 1996: Les amis de Ninon (auch Regie)
- 2000: Du poil sous les roses
- 2001: Die Lady und der Herzog
- 2006: Astrée und Céladon
- 2015: Tagebuch einer Kammerzofe

## Bibliographie
- 2008: Le Grand méchant père. Grasset, ISBN 978-2-246-737612
- 2015: Pas farouche. Grasset, ISBN 978-2-246-857648
- 2024: Éric (L’ami Rohmer) Les Éditions de Paris, ISBN 978-2-84621-350-9